# Feria del Libro de Fráncfort

Logo de la Feria del Libro de Fráncfort 2011.

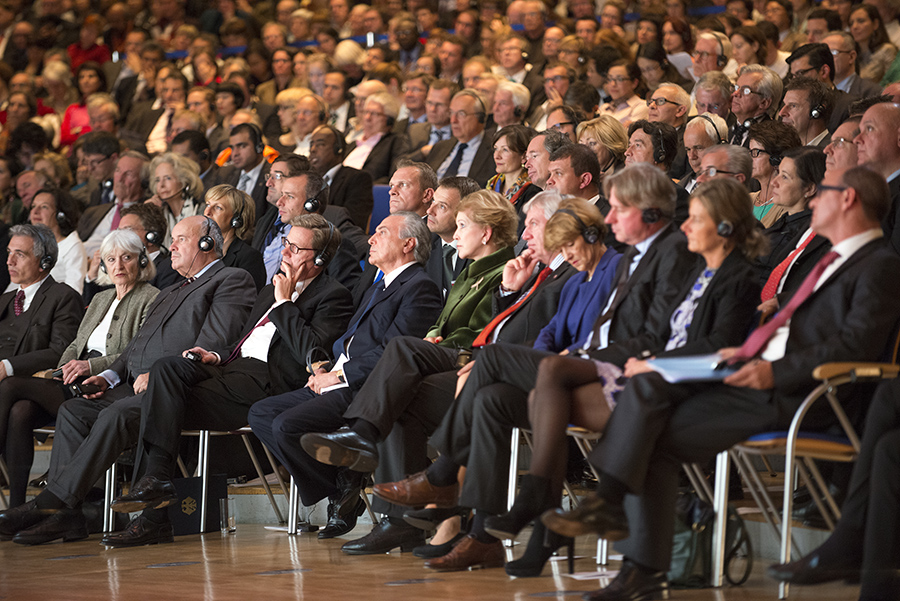
Alemania: La Feria del Libro de Fráncfort 2013, contó con la especial participación del vicepresidente de Brasil Michel Temer, y de la ministra de cultura Marta Suplicy.

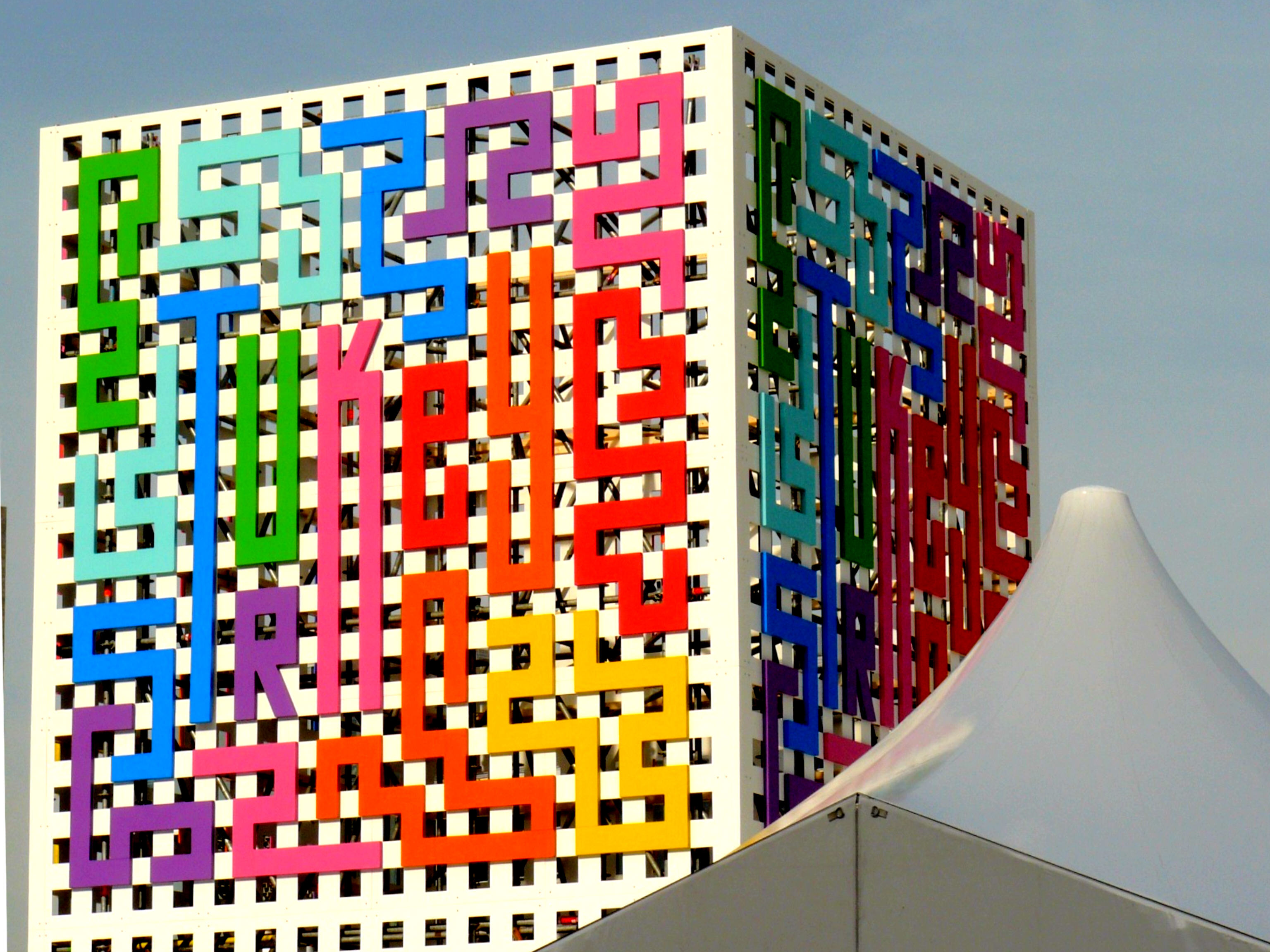
Pabellón de Turquía en 2008, invitada de honor de ese año.

La Feria del Libro de Fráncfort (en alemán: Frankfurter Buchmesse) es la mayor feria comercial de libros del mundo en representación editorial, aunque menor que la de Guadalajara en número de asistentes. Tiene lugar cada año a mediados de octubre en Fráncfort del Meno, Alemania. Representantes de compañías de publicidad y multimedia de todo el mundo acuden a esta feria para negociar derechos publicitarios así como cláusulas de licencia.

## Organizador
La Asociación de Publicadores y Libreros de Alemania organiza todos los años la Feria de Libro de Fráncfort. Atrae aproximadamente 7.200 expositores y más de 270.000 visitantes.

## La Feria
La Feria del Libro de Fráncfort es un evento muy importante desde el punto de vista editorial ya que en ella se desarrollan importantes actividades relacionadas con el sector, como negociaciones entre libreros y editoriales y negociaciones sobre derechos de venta en todo el mundo. En la Feria participan todo tipo de empresarios, desde empresas de publicidad hasta pequeños libreros, pasando por un amplio espectro de participantes como los traductores, ilustradores, académicos etc. En 2004 estaban acreditados 12.000 periodistas de 92 países.

## La Feria del Libro de Fráncfort en cifras
- En 2004, se reunieron 6.691 expositores en un área de 164.000 metros cuadrados.
- Con casi 1800 expositores de zonas anglófonas, la Feria de Fráncfort se perfila como la mayor Feria del Libro del mundo angloparlante. [cita requerida]
- En el último año se presentaron 104.566 nuevas publicaciones de un total de 350.619 títulos mostrados.
- 270.413 personas visitaron la feria, 173.943 de los cuales eran hombres de negocios.literarios se recogen en el directorio de traductores que edita la feria.
- En total, se llevaron a cabo 2.855 eventos en la Feria.[cita requerida]

## Invitados de honor
Desde 1976, existe un invitado de honor o foco de interés.
| Año       | Invitado de honor / Foco de interés |                                    | Eslogan                                                     |
| --------- | ----------------------------------- | ---------------------------------- | ----------------------------------------------------------- |
| 1976      | América Latina                      | Literatura latinoamericana         |                                                             |
| 1978      | Kind und Buch (Niño y libro)        |                                    |                                                             |
| 1980      | África subsahariana                 |                                    |                                                             |
| 1982      | Religiones                          |                                    |                                                             |
| 1984      | George Orwell                       |                                    |                                                             |
| 1986      | India                               | Literatura india                   | Wandel in Tradition (Cambio en tradición)                   |
| 1988      | Italia                              | Literatura italiana                | Italienisches Tagebuch (Diario italiano)                    |
| 1989      | Francia                             | Literatura francesa                | L’Automne français (Otoño francés)                          |
| 1990      | Japón                               | Literatura japonesa                | Entonces y ahora                                            |
| 1991      | España                              | Literatura española                | La hora de España                                           |
| 1992      | México                              | Literatura mexicana                | Ein offenes Buch (Un libro abierto)                         |
| 1993      | Flandes y Países Bajos              | Literaturas flamenca y neerlandesa | Weltoffen (Mente abierta)                                   |
| 1994      | Brasil                              | Literatura brasileña               | Begegnung von Kulturen (Encuentro de culturas)              |
| 1995      | Austria                             | Literatura austriaca               |                                                             |
| 1996      | Irlanda                             | Literatura irlandesa               | Und seine Diaspora (Y su diáspora)                          |
| 1997      | Portugal                            | Literatura portuguesa              | Wege in die Welt (Caminos al mundo)                         |
| 1998      | Suiza                               | Literatura suiza                   | Hoher Himmel – enges Tal (Cielos altos – valles estrechos)  |
| 1999      | Hungría                             | Literatura húngara                 | Unbegrenzt (Ilimitado)                                      |
| 2000      | Polonia                             | Literatura polaca                  | ©Poland                                                     |
| 2001      | Grecia                              | Literatura griega                  | Neue Wege nach Ithaka (Nuevos caminos a Ítaca)              |
| 2002      | Lituania                            | Literatura lituana                 | Fortsetzung folgt (Continuará)                              |
| 2003      | Rusia                               | Literatura rusa                    | Neue Seiten (Nuevas páginas)                                |
| 2004      | Mundo árabe                         | Literatura árabe                   | Mundo árabe                                                 |
| 2005      | Corea                               | Literatura coreana                 | Enter Korea (Descubre Corea)                                |
| 2006      | India                               | Literatura india                   | Today’s India (India actual))                               |
| 2007      | Países Catalanes                    | Literatura catalana                | Singular i Universal (Singular y universal)                 |
| 2008      | Turquía                             | Literatura turca                   | Faszinierend farbig (Fascinantemente colorida)              |
| 2009      | China                               | Literatura china                   | Tradition & Innovation (Tradición e innovación)             |
| 2010      | Argentina                           | Literatura argentina               | Kultur in Bewegung (Cultura en movimiento)                  |
| 2011      | Islandia                            | Literatura islandesa               | Sagenhaftes Island (Fabulosa Islandia)                      |
| 2012      | Nueva Zelanda                       | Literatura neozelandesa            | Bevor es bei euch hell wird (Mientras dormóas)              |
| 2013      | Brasil                              | Literatura brasileña               | Ein Land voller Stimmen (Un país lleno de voces)            |
| 2014      | Finlandia                           | Literatura finlandesa              | Finnland. Cool. (Finlandia. Fría/Mola.)                     |
| 2015      | Indonesia                           | Literatura indonesia               | 17.000 Inseln der Imagination (17.000 islas de imaginación) |
| 2016      | Flandes y Países Bajos              | Literaturas flamenca y neerlandesa | Dies ist, was wir teilen (Esto es lo que compartimos)       |
| 2017      | Francia                             | Literatura francesa                | Francfort en français (Fráncfort en francés)                |
| 2018      | Georgia                             | Literatura georgiana               | Made by Characters                                          |
| 2019      | Noruega                             | Literatura noruega                 | Der Traum in uns                                            |
| 2020/2021 | Canadá                              | Literatura canadiense              | Eine einzigartige Vielfalt                                  |
| 2022      | España                              | Literatura española                | Sprühende Kreativität                                       |
| 2023      | Eslovenia                           | Literatura eslovena                | Waben der Worte                                             |
| 2024      | Italia                              | Literatura de Italia               | Verwurzelt in der Zukunft (Arraigado en el futuro)          |

### Feria del Libro de Fráncfort 2007
Tuvo lugar entre los días 10 y 14 de octubre. En esta ocasión, la cultura catalana fue invitada de honor. Dentro del recinto ferial se llevó a cabo la exposición Cultura Catalana, Singular i Universal, que ofrecía un recorrido a través de la historia de la industria editorial de Cataluña, así como la visión contemporánea de la lengua catalana. La presencia catalana en la Feria de Fráncfort tuvo un coste de 11 millones de euros, 6,6 aportados por la Generalidad de Cataluña y 4,5 por el Ministerio de Industria.
Esta edición atrajo críticas de medios de comunicación españoles y alemanes. La revista alemana Der Spiegel la calificó de "mente cerrada" por su política de no incluir, en su definición de literatura catalana, a los muchos catalanes que escriben en castellano. La decisión de excluir de la feria cualquier elemento "español", definido como literatura exclusivamente en castellano, se tomó a pesar del aporte del gobierno español para el coste de la feria.

### Feria del Libro de Fráncfort de 2010
En el año del bicentenario de la Argentina este país fue el invitado de honor. Para tal fin se llevó a cabo la traducción de varios libros de autores argentinos al alemán, entre los que se destaca Facundo (1845), de Domingo Faustino Sarmiento, una de las obras fundacionales de la literatura argentina que nunca antes había sido traducida de manera completa al alemán.

### Feria del Libro de Fráncfort de 2023
En la 25ª edición de la feria, la artista palestina Adania Shibli fue seleccionada para el premio de literatura 2023. Pero, con la guerra de Gaza como telón de fondo, la feria le declinó la entrega por ser de origen palestino. En su discurso pronunciado en la ceremonia de inauguración de la feria, el filósofo esloveno Slavoj Zizek tachó la denegación de la entrega como un acto de cultura de la cancelación.

### Feria del Libro de Fráncfort de 2024
También en el año 2024 hubo controversia, esta vez por la polémica exclusión de autores italianos críticos. Roberto Saviano y Antonio Scurati no fueron incluidos en la lista de autores invitados por la delegación de Italia para la Feria del Libro. Scurati, por decisión propia, Saviano por estar vetado; en ambos casos por tener conflictos con el gobierno de Giorgia Meloni.